# Deux-Grosnes
Deux-Grosnes is een gemeente in het Franse departement Rhône in regio Auvergne-Rhône-Alpes en telde op 1 januari 2022 1.923 inwoners. De gemeente maakt deel uit van het arrondissement Villefranche-sur-Saône.
Hoofdplaats is Monsols.

## Geschiedenis
De fusiegemeente Deux-Grosnes ontstond op 1 januari 2019 uit de voormalige gemeenten Avenas, Monsols, Ouroux, Saint-Christophe, Saint-Jacques-des-Arrêts, Saint-Mamert en Trades.
De gemeente lag tot 2020 bijna geheel in het Kanton Thizy-les-Bourgs, maar omdat de gemeente Avenas in het Kanton Belleville lag, lag de fusiegemeente in twee kantons. Per 5 maart 2020 ligt Deux-Grosnes geheel in het kanton Thizy-les-Bourgs.

## Geografie
De oppervlakte van Deux-Grosnes bedroeg op 1 januari 2022 83,6 vierkante kilometer; de bevolkingsdichtheid was toen 23 inwoners per km².
De onderstaande kaart toont de ligging van Deux-Grosnes met de belangrijkste infrastructuur en aangrenzende gemeenten.

## Toponymie
De naam dankt zijn naam aan twee rivieren die het gemeentelijk grondgebied doorkruisen: de Grosne Occidentale en de Grosne Orientale. Deze laatste twee zijn twee zijrivieren van de Grosne die het grondgebied niet doorkruist, maar die zijn oorsprong vindt in de naburige gemeente Saint-Bonnet-des-Bruyères.